# Casas (Santa Fe)
Casas es una localidad y municipio situada en el centro-oeste de la provincia de Santa Fe, departamento San Martín, en la República Argentina.
Está situada sobre la RN 34, distando 151 km de la capital de la provincia, 120 km de Rosario y 332 km de Córdoba.
Su santa patrona es Santa Teresa de Jesús, cuya festividad es el 15 de octubre.
La comuna fue creada el 3 de febrero de 1899, y su economía es fundamentalmente agrícola-ganadera.

## Población
Cuenta con 925 habitantes (Indec, 2010), lo que representa un incremento frente a los 848 habitantes (Indec, 2001) del censo anterior.
| Gráfica de evolución demográfica de Casas entre 1991 y 2010 |
|                                                             |
| Fuente: censos nacionales del INDEC                         |

## Clima y topografía
La topografía de la zona es ligeramente ondulada, de características uniformes y pendientes suaves, lo cual facilita las comunicaciones. El suelo es apto para la agricultura. La localidad se ubicada en un terreno elevado, alrededor de 65 m s. n. m., que permite el escurrimiento natural de las aguas hacia los cuatro puntos cardinales; como  consecuencia de ello, son raras las inundaciones.
El clima y las características topográficas determinan condiciones favorables para el asentamiento humano, el cual puede desarrollar distintas actividades económicas.
El clima de la zona es templado. Se observa un período de aire húmedo que se extiende de marzo a julio, aunque los dos últimos meses son muy secos por las precipitaciones caídas. Agosto sería el mes más seco.. Dos meses, enero y febrero, tienen una deficiencia de 60 mm en conjunto. Durante el resto del año no hay déficit hídrico porque la evapotranspiración se cubre con la precipitación y el agua acumulada en el suelo.
El departamento San Martín se encuentra enmarcado en las isohietas de los 800 y 900 mm, que se corren o se sustraen en función del Hemiciclo que transcurre: el Seco de 1920 a 1970, y el Húmedo, de 1870 a 1920; y de 1970 a ~ 2020. La lluvia es uno de los factores meteorológicos que centra la atención del productor agropecuario, ya que en esta zona se dispone de agua muy cara si se la extrae del subsuelo (mínimo: 70 m de profundidad "Acuífero Puelche"), más que del agua percibida a través de esta fuente. Su cantidad y distribución en el año, son dos de los factores que regulan el éxito o el fracaso de los cultivos. Las estaciones de mayores precipitaciones son verano-otoño, notándose una declinación definida a fines de otoño para alcanzar valores mínimos en los meses de invierno. En los meses primaverales la tendencia es ascendente.

## Cultura
- Esc. Almafuerte, 146 alumnos
- Esc. Guayaquil, Campo Cravero, 21
- E.E.M. N.º 403, 86
- Esc. F. Bertolino, Zona Rurual, 9

## Localidades y Parajes de la comuna
- Casas
- Parajes
  - Campo Corti
  - Campo Clavero